# Messier 26
Messier 26 (NGC 6694) é um aglomerado estelar aberto, integrante do Catálogo Messier. Está localizado na constelação de Escudo e foi descoberto por Charles Messier em 1764.
O aglomerado estende-se por 22 anos-luz e está a uma distância de 5 000 anos-luz relação à Terra. Sua estrela mais brilhante tem magnitude aparente 11,9 e tem aproximadamente 89 milhões de anos.

## Descoberta e visualização
O aglomerado aberto foi descoberto pelo astrônomo francês Charles Messier em 20 de junho de 1764, mesmo não podendo distingui-lo em seu telescópio de abertura de 3,5 pés.

## Características
É um aglomerado relativamente compacto. Suas estrelas mais mais brilhantes têm magnitude aparente 11,9 e pertencem à classe espectral B8. Segundo Robert Burnham, Jr., é possível observar cerca de 25 estrelas com a ajuda de telescópios de abertura de 6 a 8 polegadas, além de 70 outras mais fracas. Segundo John Mallas e Evered Kreimer, o aglomerado contém no total 90 estrelas. Sua extensão real é de 22 anos-luz, considerando seu diâmetro aparente de 15 minutos de grau e sua distância em relação à Terra de 5 000 anos-luz. Segundo o Sky Catalogue 2000.0, o aglomerado tem 89 milhões de anos de idade.
Segundo James Cuffey, do Observatório de Kirkwood da Universidade de Indiana, o principal detalhe do aglomerado é uma região bem definida onde a densidade estelar é baixa, sendo uma região com diâmetro aparente de 3,1 minutos de grau que rodeia imediatamente o núcleo do aglomerado. Não se acredita que seja uma região de poucas estrelas, mas sim uma região estelar encoberta por matéria interestelar.
Pertence à classe II,2,r, segundo a classificação de aglomerados abertos de Robert Julius Trumpler, onde a classe I refere-se aos aglomerados mais densos e a classe IV aos menos densos; a classe 1 aos aglomerados com pouca diferença de brilho entre seus componentes e a classe 3 aos que tem grande diferença de brilho; e a classe p aos aglomerados pobres em estrelas, m para aglomerados com a quantidade de estrelas dentro da média e r para os ricos em estrelas. Contudo, pertence à classe I,1,m, de acordo com o Sky Catalogue 2000.0 e II,3,m, segundo Woldemar Götz.